# Чуваське національне вбрання

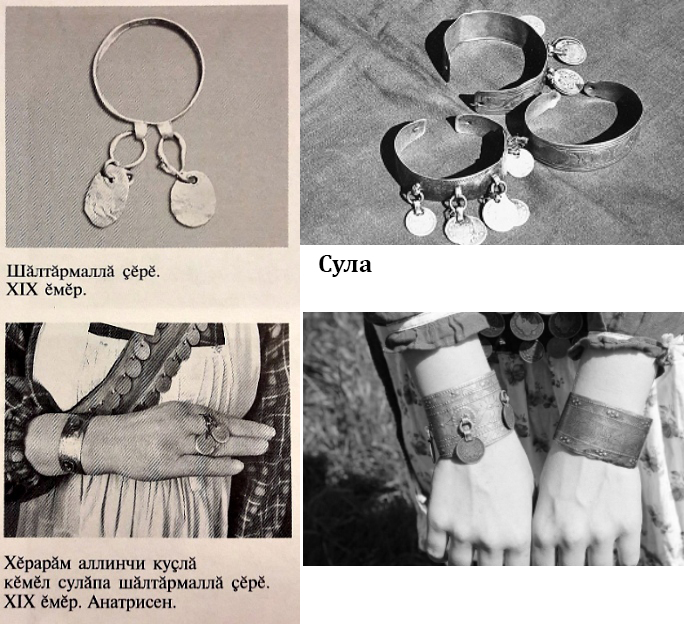
Сула та Сере

Чуваське національне вбрання  — національний одяг чувашів, створений на усіх етапах історії Чувашії. 
Для виготовлення одягу у чувашів використовувався виготовлений у домашньому господарстві матеріал: полотно, сукно, шкіра тощо, для пошиття святкового і вихідний одягу купувались і фабричні тканини. З домотканого (з льону або конопель) полотна різних кольорів чуваші шили натільний одяг — сорочки (чув. кепе), штани (йем), деталі головних уборів. Верхній одяг — каптани (сахман), халати (шупар або пустав), (чапаны асам) шили з сукна, а шуби (керек) і кожухи (талап) — з овчини домашньої вичинки. Шуби, пошиті з відрізною наспинною частиною і безліччю складок були предметом особливої гордості їх власників і оспівувалися в піснях.

## Чоловічий костюм
Чоловічий чуваський костюм складався з довгої, майже до п'ят, білої полотняної сорочки крою туніки, штанів, що скріплюються на талії шнурками, халату, котрий носили поверх сорочки та капелюха. У повсякденному житті чуваші взувалися в постоли з онучами, а заможні селяни мали шкіряне взуття. У зимовий час гардероб доповнювався теплим одягом — шубою, кожухом, хутряною шапкою, рукавицями і валянками.
У XX ст. чоловічий костюм чувашів витісняється загальноєвропейським. Тому судити про нього можна лише за окремими зразками, що зберігаються в музеях. Звичайний чуваський чоловічий костюм складався з полотняної сорочки крою туніки з косою застібкою коміра, довжиною трохи нижче колін, нешироких штанів і однотонної безрукавки з прямою спиною. Особливо багато розшивалася сорочка у старших чоловіків — улюбленими червоно-бордовими візерунками з чорним контуром. На відміну від багатьох народів Уралу одяг чувашів більш лаконічний, з різкою відмінністю між більш патріархальними формами костюма верхових і низових груп.

## Жіночий костюм

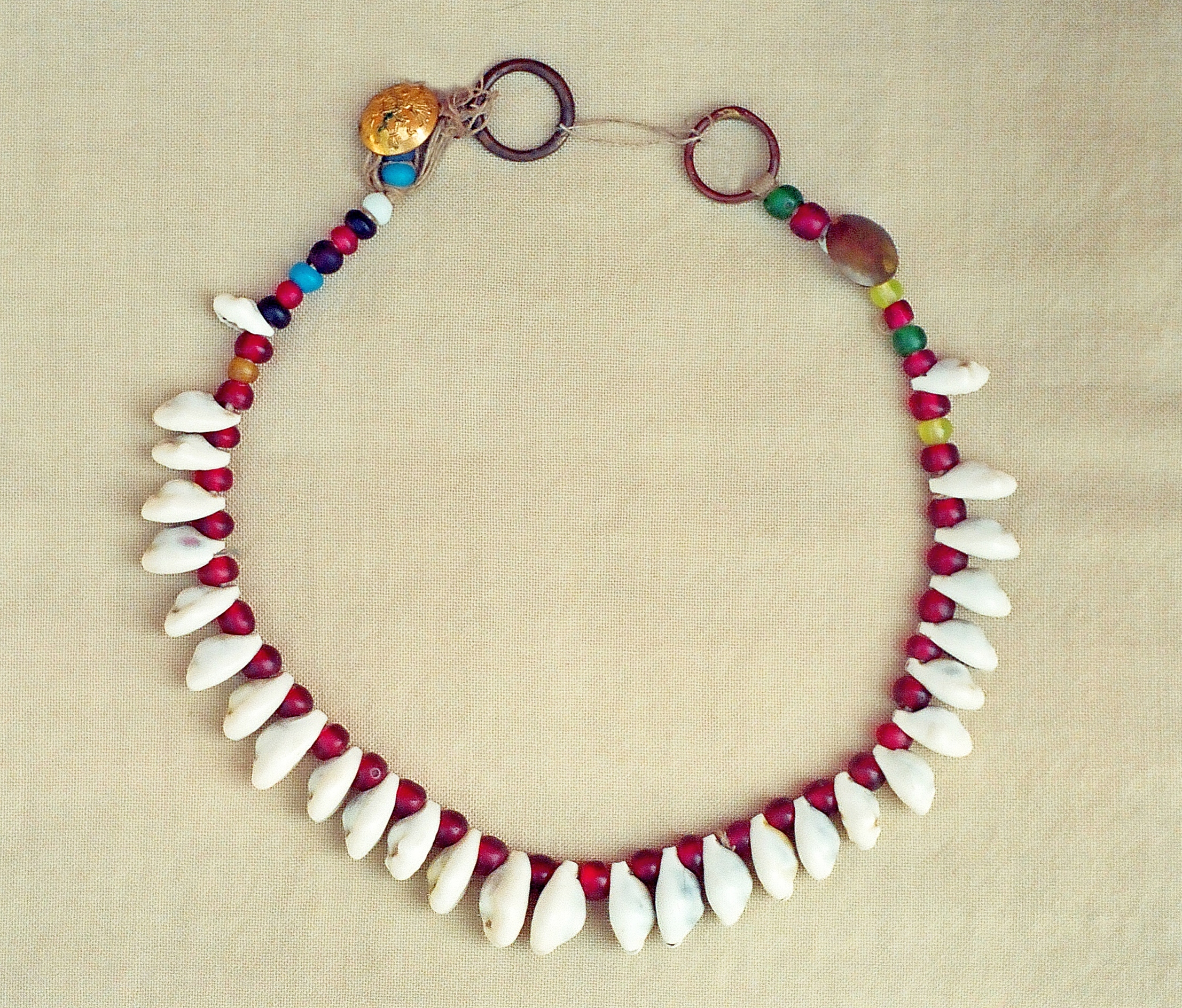
Чуваська нагрудна прикраса. ХІХ ст. Самарська губ., Ставропольський пов., с. Карамали. Мушлі каурі, намисто, ґудзики та кільце.

Традиційна сорочка шилася з білого домотканого полотна. Білий колір був священним для чувашів. Фарбовані нитки і пряжі використовували у вишиванках.
Для фарбування використовували коріння і листя трав марени, дерев, кори дуба. З кінця XIX ст. стали використовувати хімічні барвники, а біле полотно у низових чувашів було витіснене пістрею. Крім сорочки в комплекс жіночого чуваського костюма входили полотняний сурпан (формою подібний до рушника), поверх якого анатри і анат-енчи вдягали хушпу, а вір'яли закріплювали сурпан вишитою пов'язкою масмак. Розміри і форми сурпана і хушпу розрізнялися у низових і анат-енчи так: у анат-енчи хушпу мав форму зрізаного конуса, а у низових — напівсферичної форми з отвором в центрі. Дівчата носили шапочку тухья, аналогічну за формою хушпу у низових, але з закритим гострим верхом або ж без вістря, розшиту бісером і намистинами, прикрашену щільно нашитими срібними монетами. Дівоча сором'язливість, скромність і м'який характер, разом з цим багатство душі, чистота внутрішнього світу були відображені в цьому стврої. Кінці вістря, що підносяться над бісерної поверхнею, нерідко виконувалися з олова. Найвіддаленішій епохою, де мистецтвознавці виявляють паралелі тухье, є III тис. до н. е. (ареал південних областей Середньої Азії і Північного Ірану), а найбільш близький до сьогоднішнього дня час — V-VII ст. (райони Північного Таджикистану, древній Пенджикент) і VIII ст. (ранній період Волзької Булгарії). Сьогодні головний убір, схожий на тухью, можна зустріти в туркменській тахъе.
Дівчата і жінки пов'язували також бавовняні і шовкові білі і квітчасті хустки переважно світлих кольорів. Взимку одягали баранчикові шапки з сукняним верхом або вовняні хустки з бахромою. 
Неодмінною деталлю жіночого чуваського костюма був фартух саппун, черситти, а також безліч прикрас: шиті з монет сюха, май, сиххи, нагрудні — ама, шюлкеме, перев'язь — тевет, наспинний — пусь хысе, підвіски до поясів — сара, до сурпанів — сурпан сякки . Всі вони виготовлялися з монет, бісеру, раковин каурі із застосуванням тасьми і кумача.
Найдавніші з прикрас, як відзначають дослідники, датуються початком XVIII ст. (більш ранні не збереглися), проте в них простежуються традиції, що йдуть з глибокої давнини. Чуваські народні прикраси минулого, як вишивка і ткацтво, діляться на три основних типи, в залежності від трьох основних етнографічних груп народу. Поділяються вони також і за статтю, і за віком і за сімейним станом їх носіїв.
Жіночі і дівочі прикраси чувашів мають свої аналоги в костюмах поволзьких народів: марійців, ерзян, мокшан, удмуртів. Однією з популярних прикрас був нагрудник, часто — трикутної форми, невеликий і прикрашений бісером і монетами. Відмінності стосуються набору предметів, крою, орнаменту, поєднання кольорів, способу носіння, композиції, технічних прийомів виготовлення. Більшість цих відмінностей обмежена географічним розташуванням етнографічних груп — як на території Чувашії, так і за її межами.
Вбрання чувашів сучасної Ульяновської, Самарської, Саратовської, Оренбурзької та інших областей, Татарстану і Башкортостану відноситься, здебільшого, до низового типу, але і в цих регіонах навіть сьогодні зустрічаються комплекси одягу, близькі до середньонизових і верхового типів.

## Чуваська вишивка
Образотворче мистецтво довгий час залишалося прикладним. Найбільш поширеним його різновидом була вишивка. Чувашія здавна називалась краєм "ста тисяч візерунків". Вишивали на сорочках, хустках, фартухах, прикрасах, рушниках. При вишиванні застосовували двадцять п'ять видів швів. За композицією, мотивами, технікою виконання, кольоровою гаммою вишивка різниться за трьома етнографічним групам.
В основі чуваської вишивки лежить геометричний орнамент: у вір'ялів він легший, а у анат-енчи і анатра — більший і часто переходить в рослинний орнамент. У кольоровому відношенні спостерігається поліхромія. Однак і тут намічаються певні закономірності: для вір'ялів характерне поєднання темних тонів червоного, синього, зеленого кольорів, у анат-енчи переважають яскраві фарби, в вишивці ж анатри визначальним є червоний колір. Вишивали здебільшого фарбованими вовняними нитками, однак при виготовленні головних уборів хушпу і тухъя і деяких прикрас застосовувалися так само бісер, монети і мушлі каурі.